# ТОР «Свободный»
Территория опережающего социально-экономического развития «Свободный» — территория в Амурской области России, на которой действует особый правовой режим предпринимательской деятельности. Образована в 2017 году. На начало 2022 года на территории зарегистрировано 9 резидентов, общая сумма заявленных инвестиций составляет 1,7 трлн рублей.

## Развитие территории
ТОР «Свободный» была создана в 2017 году в соответствии с Постановлением Правительства РФ от 3 июня 2017 года № 673. В 2020 году список видов деятельности для инвесторов был расширен с целью стимулировать проекты по жилищному строительству. Первым подобным проектом в рамках ТОР стало строительство микрорайона в городе Свободный. В апреле 2021 года был расширен доступ к льготным кредитам для резидентов (минимальная стоимость проекта была понижена до 10 млн рублей, максимальная повышена до 2,5 млрд рублей).
ТОР «Свободный» занимает первое место по объему инвестиций среди ТОРов Амурской области. Крупнейшими проектами в рамках территории стали Амурский газоперерабатывающий завод (АГПЗ) и Амурский газохимический комбинат (АГХК).

## Амурский газоперерабатывающий завод
Строительство Амурского газоперерабатывающего завода стартовало в 2015 году. Резидентом ТОР «Свободный» предприятие стало в 2017 году. Запуск завода состоялся в 2021 году. На полную мощность производство должно выйти в 2025 году.
АГПЗ будет перерабатывать до 42 млрд куб. метров газа в год и выделять ценные компоненты из сырьевого газа сибирских месторождений (Чаяндинское нефтегазоконденсатное месторождение в Якутии и Ковыктинское газоконденсатное месторождение в Иркутской области).
Проект реализует компания «Газпром». Объем инвестиций оценивается в 950 млрд рублей.

## Амурский газохимический комбинат
Строительство Амурского газохимического комбината началось в 2020 году. В апреле 2021 года был запущен собственный бетонный блок мощностью 220 кубометров бетонного раствора в час. В сентябре 2021 года началось строительство подстанции напряжением 500 кВ (расчетные годовые показатели — 2,4 млрд кВт/ч). Ввод завода ожидается в 2024—2025 гг..
АГХК будет реализовать производство базовых полимеров общей мощностью 2,7 млн тонн в год (2,3 млн тонн полиэтилена и 400 тыс. тонн полипропилена из этана и СУГ). Сырье в объеме 3,5 млн тонн в год будет поставлять Амурский газоперерабатывающий завод.
Проект совместно реализуется компаниями СИБУР и China Petroleum & Chemical Corporation. Общий объем инвестиций оценивается в 10 млрд долларов.